# Обисон (Крез)
Обисон (фр. Aubusson) насеље је и општина у централној Француској у региону Лимузен, у департману Крез која припада префектури Обисон.
По подацима из 2011. године у општини је живело 3716 становника, а густина насељености је износила 193,44 становника/km². Општина се простире на површини од 19,21 km². Налази се на средњој надморској висини од 512 метара (максималној 608 m, а минималној 416 m).

## Демографија
| 1962. | 1968. | 1975. | 1982. | 1990. | 1999. | 2011. |
| ----- | ----- | ----- | ----- | ----- | ----- | ----- |
| 5.669 | 5.934 | 6.227 | 5.710 | 5.097 | 4.662 | 3.716 |

График промене броја становника у току последњих година